# Список послов России и СССР в Турции
В статье представлен список послов СССР и России в Турции (до 1922 года — Османской империи).

## Хронология дипломатических отношений
| - Февраль 1702 г. — открытие дипломатической миссии России в Константинополе. - 20 ноября 1710 г. — Османская империя объявила войну России. Дипломатические отношения прекращены. - 12 июля 1711 г. — подписан Прутский мирный договор. Дипломатические отношения не восстановлены. - 5 апреля 1712 г. — восстановлены дипломатические отношения. - 29 ноября 1712 г. — дипломатические отношения прерваны Османской империей. - 13 июня 1713 г. — подписан Адрианопольский мирный договор. - 20 мая 1735 г. — Османская империя объявила войну России. - 18 сентября 1739 г. — подписан Белградский мирный договор. - 25 сентября 1768 г. — Османская империя объявила войну России. - 10 июля 1774 г. — подписан Кючук-Кайнарджийский мирный договор. - 13 августа 1787 г. — Османская империя объявила войну России. - 29 декабря 1791 г. — подписан Ясский мирный договор. - 18 декабря 1806 г. — Османская империя объявила войну России. - 16 мая 1812 г. — подписан Бухарестский мирный договор. | - 28 июля 1821 г. — закрытие российской миссии в Константинополе. - 14 апреля 1828 г. — Россия объявила войну Османской империи. - 2 сентября 1829 г. — подписан Адрианопольский мирный договор. - 1 сентября 1853 г. — Россия разорвала дипломатические отношения с Османской империей. - 4 октября 1853 г. — Османская империя объявила войну России. - 18 марта 1856 г. — подписан Парижский мирный договор. - 25 марта 1867 г. — российская миссия в Константинополе преобразована в посольство. - 12 апреля 1877 г. — Россия объявила войну Османской империи. - 19 февраля 1878 г. — подписан Сан-Стефанский мирный договор. - 20 октября 1914 г. — Россия объявила войну Османской империи. - 3 марта 1918 г. — подписан Брестский мирный договор. Дипломатические отношения установлены де-юре, но не реализованы. - 2 июня — 29 ноября 1920 г. — установлены дипломатические отношения между РСФСР и Османской империей на уровне посольств. - 23 июля 1923 г. — установлены дипломатические отношения между СССР и Турцией. |

## Список послов
| Срок полномочий                     | Посол                                | Годы жизни | Вручение верительных грамот | Комментарии                                                              |
| ----------------------------------- | ------------------------------------ | ---------- | --------------------------- | ------------------------------------------------------------------------ |
| Русское царство                     |                                      |            |                             |                                                                          |
| 1702 — 20 ноября 1710               | Пётр Андреевич Толстой               | 1645—1729  |                             | Посол                                                                    |
| 5 апреля — 29 ноября 1712           | Пётр Андреевич Толстой               | 1645—1729  |                             | Посол                                                                    |
| Март 1713 — 1714                    | Пётр Андреевич Толстой               | 1645—1729  |                             | Посол                                                                    |
| 2 февраля — 11 апреля 1716          | Иероним Маркович Натали              |            |                             | Посланник                                                                |
| 5 сентября — 24 сентября 1718       | Иероним Маркович Натали              |            | Посланник                   |                                                                          |
| 1718—1723                           | Алексей Иванович Дашков              | ?—1733     |                             | Посол                                                                    |
| январь 1721 — 22 октября 1721       | Иван Иванович Неплюев                | 1693—1773  |                             | Резидент                                                                 |
| Российская империя                  |                                      |            |                             |                                                                          |
| 22 октября 1721 — 1734              | Иван Иванович Неплюев                | 1693—1773  |                             | Резидент                                                                 |
| 1731—1732                           | Иван Андреевич Щербатов              | 1696—1761  |                             | Чрезвычайный посланник                                                   |
| 1734—1735                           | Алексей Андреевич Вешняков           | 1700—1745  |                             | Поверенный в делах                                                       |
| 1739— май 1742                      | Алексей Андреевич Вешняков           | 1700—1745  |                             | Поверенный в делах                                                       |
| 16 мая 1740 — 1741                  | Александр Иванович Румянцев          | 1680—1749  |                             | Посол                                                                    |
| Май 1742 — 29 июля 1745             | Алексей Андреевич Вешняков           | 1700—1745  |                             | Резидент                                                                 |
| 1746 — 8 ноября 1750                | Адриан Иванович Неплюев              | 1712—1750  |                             | Резидент                                                                 |
| 1751—1752                           | Алексей Михайлович Обресков          | 1718—1787  |                             | Поверенный в делах                                                       |
| 1752 — 25 сентября 1768             | Алексей Михайлович Обресков          | 1718—1787  |                             | Резидент                                                                 |
| Июль 1755 — 1761                    | Сергей Петрович Долгоруков           | 1696—1761  |                             | Чрезвычайный посланник                                                   |
| 19 августа 1763 — 25 сентября 1768  | Павел Артемьевич Левашов             | 1719—1820  |                             | Поверенный в делах                                                       |
| Сентябрь 1774 — 1775                | Христофор Иванович Петерсон          | 1735—1789  |                             | Поверенный в делах                                                       |
| 1775                                | Николай Васильевич Репнин            | 1734—1801  |                             | Посол                                                                    |
| 23 ноября 1775 — 21 января 1781     | Александр Стахиевич Стахиев          | 1724—1794  |                             | Посланник                                                                |
| 21 января 1781 — 13 августа 1787    | Яков Иванович Булгаков               | 1743—1809  |                             | Посланник                                                                |
| Январь — май 1792                   | Дмитрий Павлович Татищев             | 1767—1845  |                             | Поверенный в делах                                                       |
| 1792—1794                           | Михаил Илларионович Кутузов          | 1747—1813  |                             | Посланник                                                                |
| 11 октября 1792 — 1797              | Виктор Павлович Кочубей              | 1768—1834  |                             | Посланник                                                                |
| 1793 — февраль 1794                 | Александр Семёнович Хвостов          | 1753—1820  |                             | Поверенный в делах                                                       |
| 28 мая 1797 — 9 июля 1802           | Василий Степанович Томара            | 1740—1813  |                             | Посланник                                                                |
| 9 июля 1802 — 13 декабря 1806       | Андрей Яковлевич Италинский          | 1743—1827  |                             | Посланник                                                                |
| 26 июля 1812 — 2 июля 1816          | Андрей Яковлевич Италинский          | 1743—1827  |                             | Посланник                                                                |
| 2 июля 1816 — 30 июля 1822          | Григорий Александрович Строганов     | 1770—1857  |                             | Посланник до 28 июля 1821, затем управляющий миссией из Санкт-Петербурга |
| 30 июля 1822 — 16 января 1825       | Дмитрий Васильевич Дашков            | 1789—1839  |                             | Управляющий миссией из Санкт-Петербурга                                  |
| 3 августа 1824 — 3 февраля 1827     | Матвей Яковлевич Минчаки             | 1769—1852  |                             | Поверенный в делах                                                       |
| 3 февраля — 4 декабря 1827          | Александр Иванович Рибопьер          | 1781—1865  |                             | Посланник                                                                |
| 1 октября 1829 — 8 мая 1830         | Алексей Фёдорович Орлов              | 1786—1862  |                             | С особой миссией                                                         |
| 1 октября 1829 — 3 января 1830      | Аполлинарий Петрович Бутенев         | 1787—1866  |                             | И. д. поверенного в делах                                                |
| 3 января — 23 октября 1830          | Александр Иванович Рибопьер          | 1781—1865  |                             | Посланник                                                                |
| 23 октября 1830 — 24 апреля 1843    | Аполлинарий Петрович Бутенев         | 1787—1866  |                             | Посланник                                                                |
| 16 сентября 1837 — 11 сентября 1838 | Пётр Иванович Рикман                 | 1790—1845  |                             | Поверенный в делах                                                       |
| 6 мая 1840 — 14 сентября 1842       | Владимир Павлович Титов              | 1807—1890  |                             | Поверенный в делах                                                       |
| 24 апреля 1843 — 1853               | Владимир Павлович Титов              | 1807—1890  |                             | Посланник                                                                |
| 8 марта 1852— 16 февраля 1853       | Александр Петрович Озеров            | 1817—1900  |                             | Поверенный в делах                                                       |
| 24 января — 9 мая 1853              | Александр Сергеевич Меншиков         | 1787—1869  |                             | Чрезвычайный посол                                                       |
| 2 июля 1856 — 10 июня 1859          | Аполлинарий Петрович Бутенев         | 1787—1866  |                             | С особым поручением                                                      |
| 10 июня 1859 — 14 марта 1863        | Алексей Борисович Лобанов-Ростовский | 1824—1896  |                             |                                                                          |
| 7 ноября 1862 — 22 июля 1864        | Евгений Петрович Новиков             | 1826—1903  |                             | И. д. поверенного в делах                                                |
| 14 июля 1864 — 15 января 1877       | Николай Павлович Игнатьев            | 1832—1908  |                             | Посланник до 25 марта 1867, затем посол                                  |
| 22 апреля 1878 — 22 декабря 1879    | Алексей Борисович Лобанов-Ростовский | 1824—1896  |                             |                                                                          |
| 22 декабря 1879 — 8 июля 1882       | Евгений Петрович Новиков             | 1826—1903  |                             |                                                                          |
| 13 июля 1882 — 1 июля 1897          | Александр Иванович Нелидов           | 1835—1910  |                             | С особым поручением до 15 мая 1883, затем посол                          |
| 1 июля 1897 — 1909                  | Иван Алексеевич Зиновьев             | 1835—1917  |                             |                                                                          |
| 25 мая 1909 — 2 марта 1912          | Николай Валерьевич Чарыков           | 1855—1930  |                             |                                                                          |
| 1912                                | Александр Николаевич Свечин          | 1859—1939  |                             | Поверенный в делах                                                       |
| 1912 — 20 октября 1914              | Михаил Николаевич Гирс               | 1856—1932  |                             |                                                                          |
| РСФСР                               |                                      |            |                             |                                                                          |
| 21 июля 1919 — 1920                 | А. А. Кистяковский                   |            |                             | Дипломатический представитель                                            |
| Июль 1920                           | Шалва Зурабович Элиава               | 1883—1937  |                             | Полномочный представитель (к обязанностям не приступил)                  |
| 4 октября 1920 — декабрь 1920       | Ян Янович Упмал-Ангарский            | 1893—1938  |                             | Временный поверенный в делах                                             |
| 19 февраля 1921 — май 1921          | Поликарп Гургенович Мдивани          | 1877—1937  |                             | Полномочный представитель                                                |
| 31 мая 1921 — 5 января 1922         | Сергей Петрович Нацаренус            | 1882—1938  | 28 июня 1921                | Полномочный представитель                                                |
| 5 января 1922 — 27 апреля 1923      | Семён Иванович Аралов                | 1880—1969  | 31 января 1922              | Полномочный представитель                                                |
| СССР                                |                                      |            |                             |                                                                          |
| 1923                                | Марсель Израилевич Розенберг         | 1896—1938  |                             | Поверенный в делах                                                       |
| 14 июня 1923 — 19 июня 1934         | Яков Захарович Суриц                 | 1882—1952  | 23 октября 1923             | Полномочный представитель                                                |
| 29 июня 1934 — 7 мая 1937           | Лев Михайлович Карахан               | 1889—1937  | 23 октября 1934             | Полномочный представитель                                                |
| 7 мая 1937 — 25 ноября 1937         | Михаил Андреевич Карский             | 1900—1937  | 1 июня 1937                 | Полномочный представитель                                                |
| 3 апреля 1938 — 17 сентября 1940    | Алексей Васильевич Терентьев         |            | 21 апреля 1938              | Полномочный представитель                                                |
| 17 сентября 1940 — 24 февраля 1948  | Сергей Александрович Виноградов      | 1907—1970  | 3 октября 1940              | Полномочный представитель до 9 мая 1941, затем посол                     |
| 24 февраля 1948 — 18 января 1954    | Александр Андреевич Лаврищев         | 1912—1979  | 16 апреля 1948              |                                                                          |
| 18 января 1954 — 24 февраля 1957    | Борис Фёдорович Подцероб             | 1910—1983  | 25 марта 1954               |                                                                          |
| 24 февраля 1957 — 19 мая 1966       | Никита Семёнович Рыжов               | 1907—1996  | 16 апреля 1957              |                                                                          |
| 19 мая 1966 — 6 января 1969         | Андрей Андреевич Смирнов             | 1905—1982  | 28 июня 1966                |                                                                          |
| 28 января 1969 — 23 декабря 1974    | Василий Фёдорович Грубяков           | 1911—1992  | 21 марта 1969               |                                                                          |
| 23 декабря 1974 — 31 октября 1983   | Алексей Алексеевич Родионов          | 1922—2013  | 11 февраля 1975             |                                                                          |
| 31 октября 1983 года — 3 июля 1987  | Владимир Сергеевич Лавров            | 1919—2011  | 8 февраля 1984              |                                                                          |
| 3 июля 1987 — 25 декабря 1991       | Альберт Сергеевич Чернышёв           | 1936—2012  |                             |                                                                          |
| Российская Федерация                |                                      |            |                             |                                                                          |
| 25 декабря 1991 — 6 августа 1994    | Альберт Сергеевич Чернышёв           | 1936—2012  |                             |                                                                          |
| 13 сентября 1994 — 30 июня 1998     | Вадим Игоревич Кузнецов              | 1939—      |                             |                                                                          |
| 30 июня 1998 — 27 февраля 2003      | Александр Александрович Лебедев      | 1938—2019  |                             |                                                                          |
| 27 февраля 2003 — 31 января 2007    | Пётр Владимирович Стегний            | 1945—      |                             |                                                                          |
| 31 января 2007 — 12 июля 2013       | Владимир Евгеньевич Ивановский       | 1948—2016  |                             |                                                                          |
| 12 июля 2013 — 19 декабря 2016      | Андрей Геннадьевич Карлов            | 1954—2016  |                             | Убит террористом 19 декабря 2016                                         |
| 19 июня 2017 — н. в.                | Алексей Владимирович Ерхов           | 1960—      | 27 июля 2017                |                                                                          |